# Fiat lux

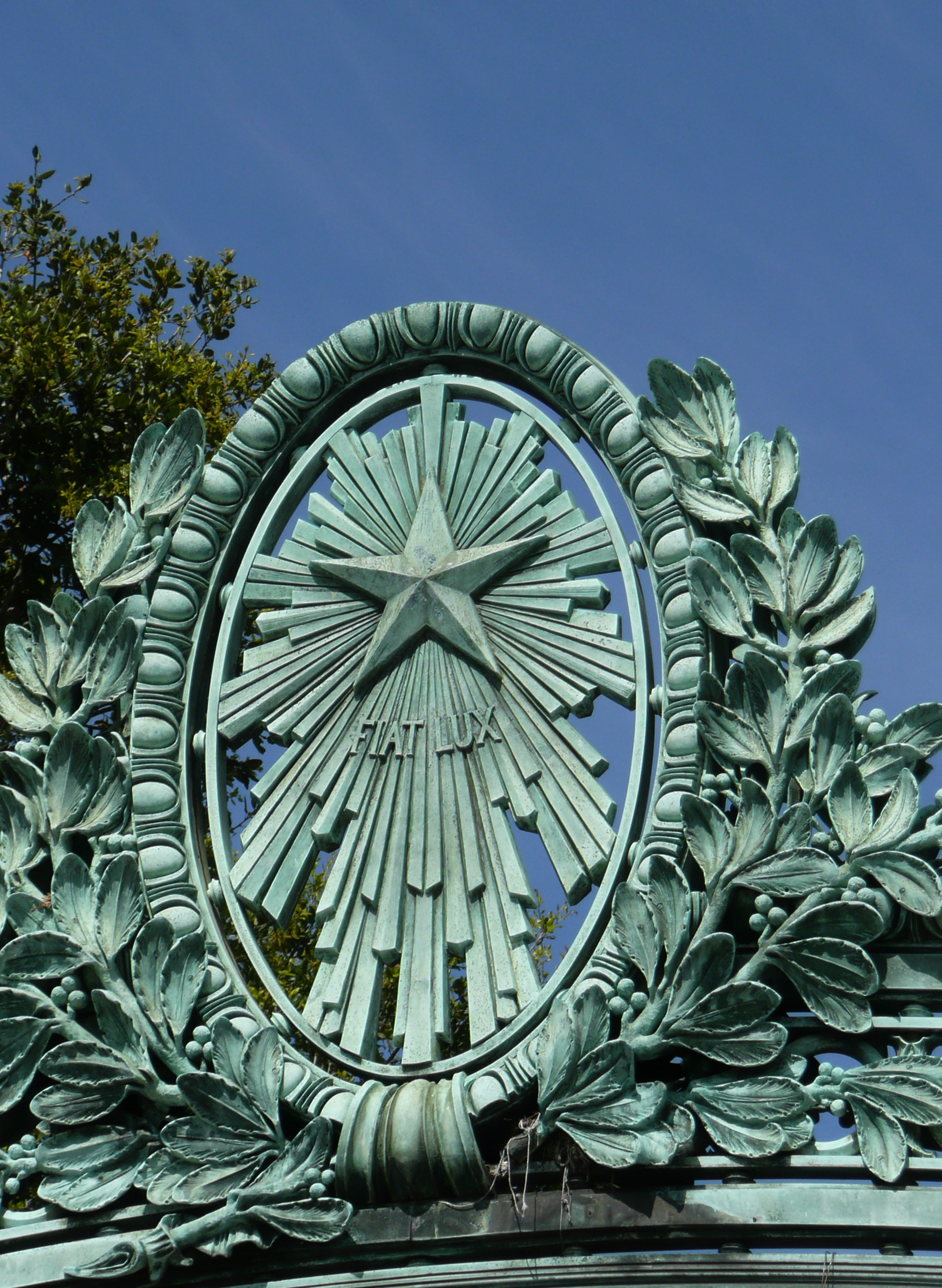
Il motto "Fiat lux" sul Sather Gate, all'Università della California di Berkeley

La locuzione latina Fiat lux, tradotta letteralmente, significa sia fatta la luce (Genesi, 1,3, "Vayomer Elohim yehi-or vayehi-or", "Dio disse sia fatta la luce e la luce fu").

## Nella Bibbia

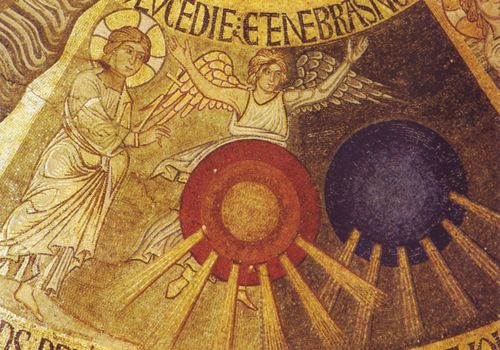
Creazione della luce e separazione dalle tenebre, illustrazione sulla cupola della Genesi nella Basilica di San Marco a Venezia.

Si tratta dell'adattamento latino dell'espressione in lingua greca γενηθήτω φῶς (genēthētō phōs) a sua volta tradotta dall'ebraico יְהִי אוֹר (yehiy 'or).
Frase biblica, pronunciata da Dio per la creazione della luce e dell'universo.
Nel Nuovo Testamento, lo stesso verbo latino (fiat) viene pronunciato dalla Vergine Maria in risposta all'angelo dell'Annunciazione: «Ecce ancilla Domini: fiat mihi secundum verbum tuum. Et discessit ab illa angelus».
Il fiat è la prima espressione dell'Antico Testamento e similmente è anche il verbo principale della prima frase pronunciata dalla Madre di Dio nei testi evangelici.

## Nel Nuovo Testamento
Il Prologo del Vangelo secondo Giovanni afferma che il Verbo coesisteva con Dio da sempre e per sempre e «che tutto è stato fatto per mezzo di Lui, e senza di Lui niente è stato fatto di tutto ciò che esiste». Nel verso successivo, il Verbo viene identificato con la vita e con la luce del genere umano, la cui persistenza è il fine ultimo della Creazione, iniziata con l'evocazione divina della luce.
Ispirata dalle parole dell'angelo, la Vergine Maria identifica il Verbo con il Signore che le chiede di concepire l'Incarnazione del Suo Figlio Unigenito. Secondo il Credo, infatti, Gesù Cristo è stato generato dal Padre Dio prima di tutti i secoli e quindi prima della creazione stessa. 
Sebbene l'angelo abbia proferito molteplici frasi, l'ancella del Signore risponde al suo servitore Gabriele con la parola Verbum al genere singolare.
L'Incarnazione della vita e della luce del genere umano, che è il Verbo e Gesù, è il compimento del fiat lux di Genesi 1. Il Verbo discende dal trono celeste alla destra del Padre Dio per assidersi sulla terra nel trono invisibile di re Davide, l'unto del Signore, affinché Lui potesse regnare sulla nazione di Giacobbe.
L'insediamento di Gesù sul trono di Davide e il regno eterno sulla casa di Giacobbe sembrano essere in contraddizione con il ritorno di Gesù alla destra del Padre nel giorno dell'Ascensione.
La caduta del Tempio di Gerusalemme aveva dato a molti l'impressione della fine del Regno di Dio sul popolo d'Israele. La sua natura di regno invisibile aveva invece preparato l'intronizzazione dello Spirito Santo, anch'esso invisibile e incorporeo, nella sede santa che era stata di re Davide.
Al riguardo, la teologia cristiana continuò comunque a chiamare i primogeniti della tribù di Giuda col nome di patriarchi, parola che indica l'esistenza di un'autorità temporale su un gruppo di persone che non venne mai a mancare.
Dopo l'Ascensione di Gesù, il trono di re Davide fu ereditato dallo Spirito Santo Dio, disceso sugli Apostoli nel giorno di Pentecoste per regnare con loro sulla nazione di Giacobbe, quale vicario del Salvatore. Il secondo Paraclito, lo Spirito Santo di Giovanni 14:16, succede al primo Paracleto di 1 Giovanni 2:1 che è Gesù stesso, dal quale procede ed è inviato ai Suoi figli quale Suo ultimo erede sul trono di Davide e nel regno sulla casa di Giacobbe.
La dottrina apocalittica dei due Paracleti che assistono il Padre Dio ai lati del suo trono, alternativamente identificati con le altre due divine persone della SS. Trinità o con due santi arcangeli, apre all'intronizzazione dello Spirito Santo nella sede di Davide.

## Testo
| Testo Masoretico (BHS 1969)                                          | Septuaginta (LXX)                                                                                                  | Nova Vulgata 1994                                                                                           | Bibbia CEI 2008                                                                                               | Nuova Diodati 1991 |
| -------------------------------------------------------------------- | --- | --- | --- | --- |
| 1 ובְּרֵאשִׁית בָּרָא אֱלֹהִים אֵת הַשָּׁמַיִם וְאֵת הָאָרֶץ׃                               | 1 Ἑν ἀρχῇ ἐποίησεν ὁ θεὸς τὸν οὐρανὸν καὶ τὴν γῆν.                                                                 | 1 In principio creavit Deus caelum et terram.                                                               | 1 In principio Dio creò il cielo e la terra.                                                                  | 1 Nel principio DIO creò i cieli e la terra.                                                                                             |
| 2 וְהָאָרֶץ הָיְתָה תֹהוּ וָבֹהוּ וְחֹשֶׁךְ עַל־פְּנֵי תְהֹום וְרוּחַ אֱלֹהִים מְרַחֶפֶת עַל־פְּנֵי הַמָּיִם׃ | 2 ἡ δὲ γῆ ἦν ἀόρατος καὶ ἀκατασκεύαστος, καὶ σκότος ἐπάνω τῆς ἀβύσσου, καὶ πνεῦμα θεοῦ ἐπεφέρετο ἐπάνω τοῦ ὕδατος. | 2 Terra autem erat inanis et vacua, et tenebrae super faciem abyssi, et spiritus Dei ferebatur super aquas. | 2 La terra era informe e deserta e le tenebre ricoprivano l'abisso e lo spirito di Dio aleggiava sulle acque. | 2 La terra era informe e vuota e le tenebre coprivano la faccia dell'abisso; e lo Spirito di DIO aleggiava sulla superficie delle acque. |
| 3 וַיֹּאמֶר אֱלֹהִים יְהִי אֹור וַיְהִי־אֹור׃                                      | 3 καὶ εἶπεν ὁ θεός Γενηθήτω φῶς. καὶ ἐγένετο φῶς.                                                                  | 3 Dixitque Deus: “Fiat lux”. Et facta est lux.                                                              | 3 Dio disse: «Sia la luce!». E la luce fu.                                                                    | 3 Poi DIO disse: «Sia la luce!». E la luce fu.                                                                                           |

## Genesis ad litteram
Nel Genesis ad litteram, sant'Agostino distingue la luce generata da quella creata da Dio,. La luce generata prima della creazione è la Sapienza di Dio, il Verbo, mentre la luce creata è mutevole e può essere sia corporea che incorporea.

### Coerenze scientifiche
Secondo il processo di Breit-Wheeler o coppie di Breit-Wheeler, una coppia di fotoni che collidono ad alta velocità genera una coppia elettrone-positrone: in questo modo, i fotoni, che sono particelle aventi massa nulla, generano una quantità di materia diversa da zero. Secondo la fisica quantistica, la materia può essere generata esclusivamente dalle collisioni di fotoni. Tale risultato scientifico risulta coerente col fatto che dalla luce si possa produrre la materia prima con la quale sono stati creati tutti gli altri enti.

## Altri usi
La si usa per sottolineare il sopravvenire di un chiarimento in questioni controverse, oscure, dibattute, ad esempio: "Fiat lux, finalmente qualcuno che si esprime chiaramente!"
La locuzione è anche il motto dell'Università della California.